# Готический колодец (Стрельна)
Готический колодец — памятник архитектуры. Расположен в Стрельне, в юго-западной части Орловского парка. Входил в число построек возведённой в 1830-е годы усадьбы графа Алексея Орлова, проект дворца и пейзажного парка вокруг него спроектировал П. С. Садовников.

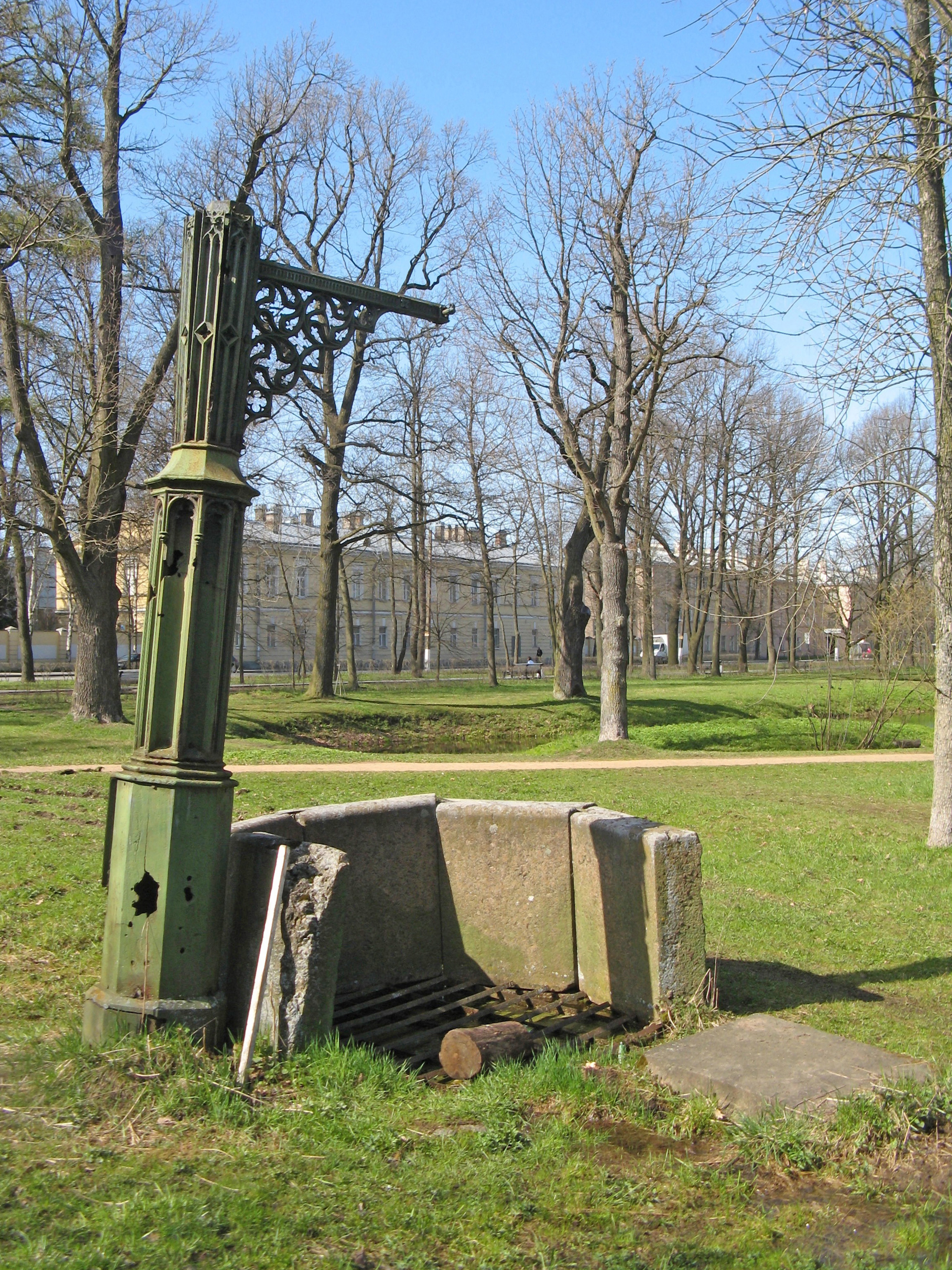
Колодец до реставрации, 2015 год

Бассейн колодца восьмигранный, его стены сложены из блоков гранита. Для подъёма рядом с колодцем стоял чугунный столб с кронштейном, внутри которого был скрыт подъёмный механизм. У столба три яруса, украшенных металлодекором, готическими арочками разного рисунка, и шатровое завершение. Нижний ряд подземной шахты колодца опирается на деревянный сруб из бруса.
Башня-руина и колодец были единственными сооружениями парка, сохранившимися во время войны.
На 1984 год колодец был руинирован, перед началом восстановительных работ в 2021 году не планировалось восстанавливать подачу в него воды. К моменту начала работ блоки двух верхних ярусов были утрачены, чугунный столб наклонён, деформирован, лишён навершия шпиля, две плиты гранитного барьера были утрачены, ещё одна лежала рядом с сооружением. Во время реставрации навершие колонки и один из гранитных блоков были найдены под илом в самом колодце, работы по восстановлению были завершены к декабрю 2021 года. После реставрации бассейн колодца всё же был наполнен водой и закрыт для безопасности металлической сеткой, использовать сооружение для добычи воды нельзя.